# Autoroute A126
Die Autoroute A 126 ist eine französische Autobahn mit Beginn in Chilly-Mazarin und Ende in Palaiseau. Ihre Länge beträgt insgesamt 7,0 km.

## Geschichte
- 1972: Eröffnung Palaiseau-Gare - Champlan
- 1976: Eröffnung Palaiseau-Polytechnique - Palaiseau-Gare et Champlan - Chilly-Mazarin